# Huub van Laarhoven
Huub van Laarhoven (1951) is een Nederlandse architect en een pionier op het gebied van duurzaam en natuurinclusief bouwen. Hij werd opgeleid als timmerman, begon zijn architectenbureau Van Laarhoven Combinatie in 1971 en studeerde in 1983 af als architect in Delft.
Zijn werk omvat onder andere het appartementencomplex De Ark in Rijen (2004), educatiecentrum Kiemkracht 64 in Malden (2018), een vakantiewoning met paardenstal in Den Hout en vrijstaande woningen in Teteringen en Aerdenhout. Ook is hij de architect van het Ecodorp  te Boekel, dat in 2021 door bouwmagazine Cobouw werd onderscheiden tot 'meest duurzame project'.
Van Laarhoven zelf noemt zijn werk onderdeel van 'helend' bouwen, geïnspireerd op vormen uit de natuur.